# Orchha (ciutat)
Orchha és una ciutat del districte de Tikamgarh a Madhya Pradesh, antiga capital del principat rajput bundela d'Orccha. Està situada a 25° 21′ N, 78° 38′ E / 25.350°N,78.633°E. Consta al cens del 2001 amb 8.499 habitants. El 1901 tenia 1.830 habitants.

## Llocs interessants

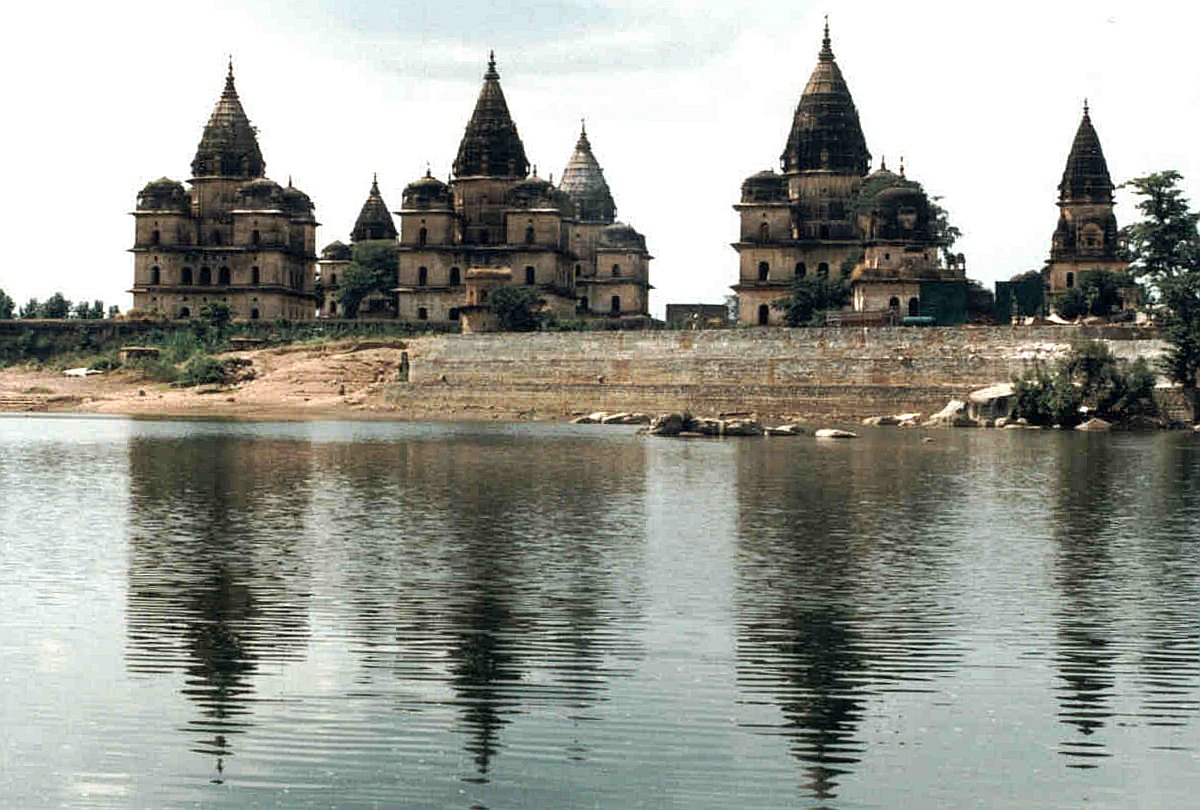
Chhatris a la riba del Betwa

- Palau-fortalesa, magnífic però actualment molt degradat, abandonat, les pintures deteriorades i una part dels edificis annexos són com estables i les terres no edificades pastura per les vaques. L'entrada té un cost elevat. Està en una illa del Betwa a la que s'arriba per un pont, i format per diversos edificis els principals dels quals són el Rajmandir i el Jahangir Mahal
- Cenotafis o chhatris a l'altre costat del riu Betwa, corresponents a Bharti Chand (1531-54), Madhukar Shah (1554-92), Bir Singh Deo (1605-27), Pahar Singh (1641-53) i Sanwant Singh (1752-65). L'e Bir Singh Deo, el millor, no fou acabat.
- Temple de Chaturbhuj dalt d'una elevació de pedra.
- Capella d'Hardaul

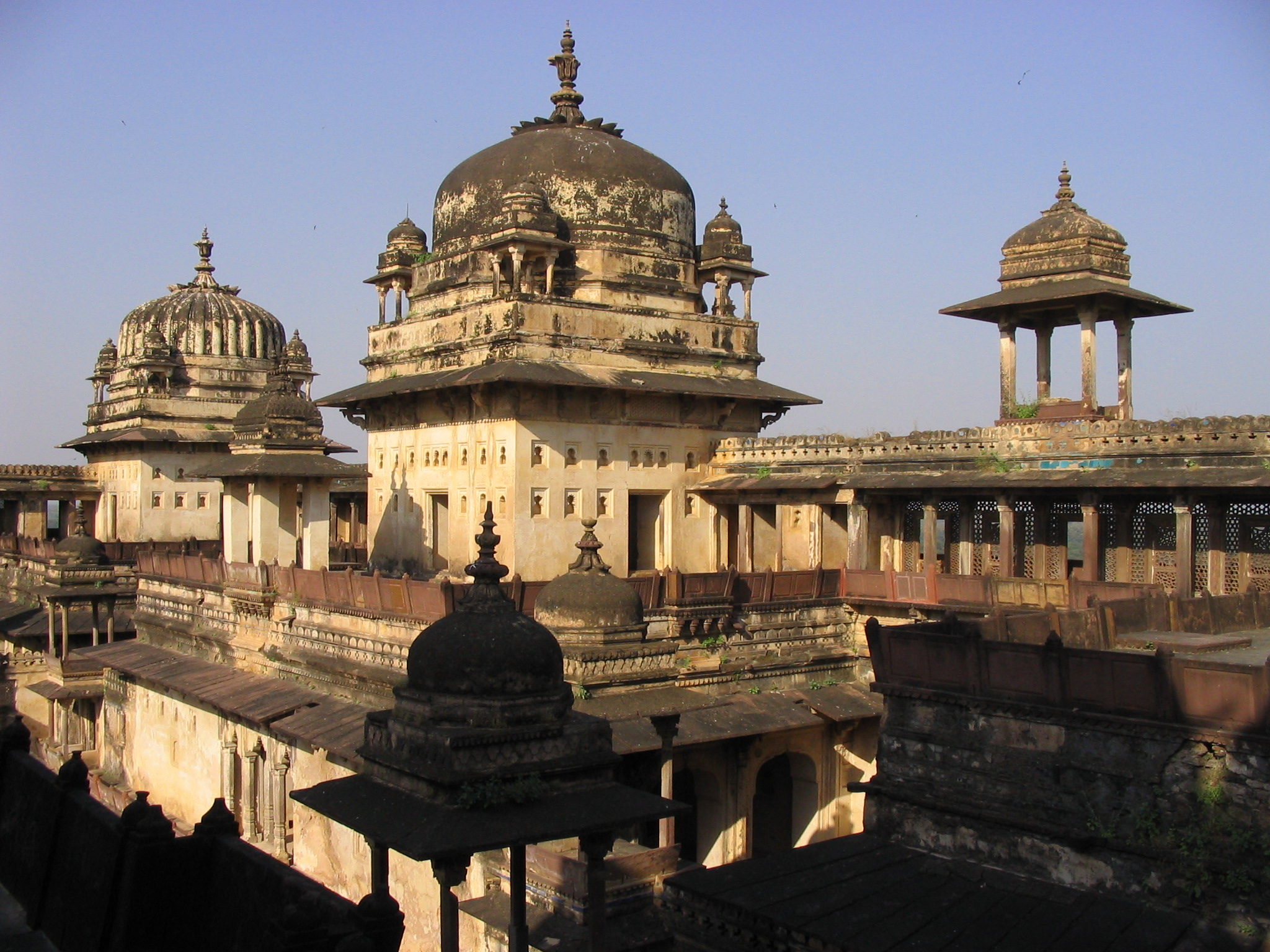
Palau d'Orchha.

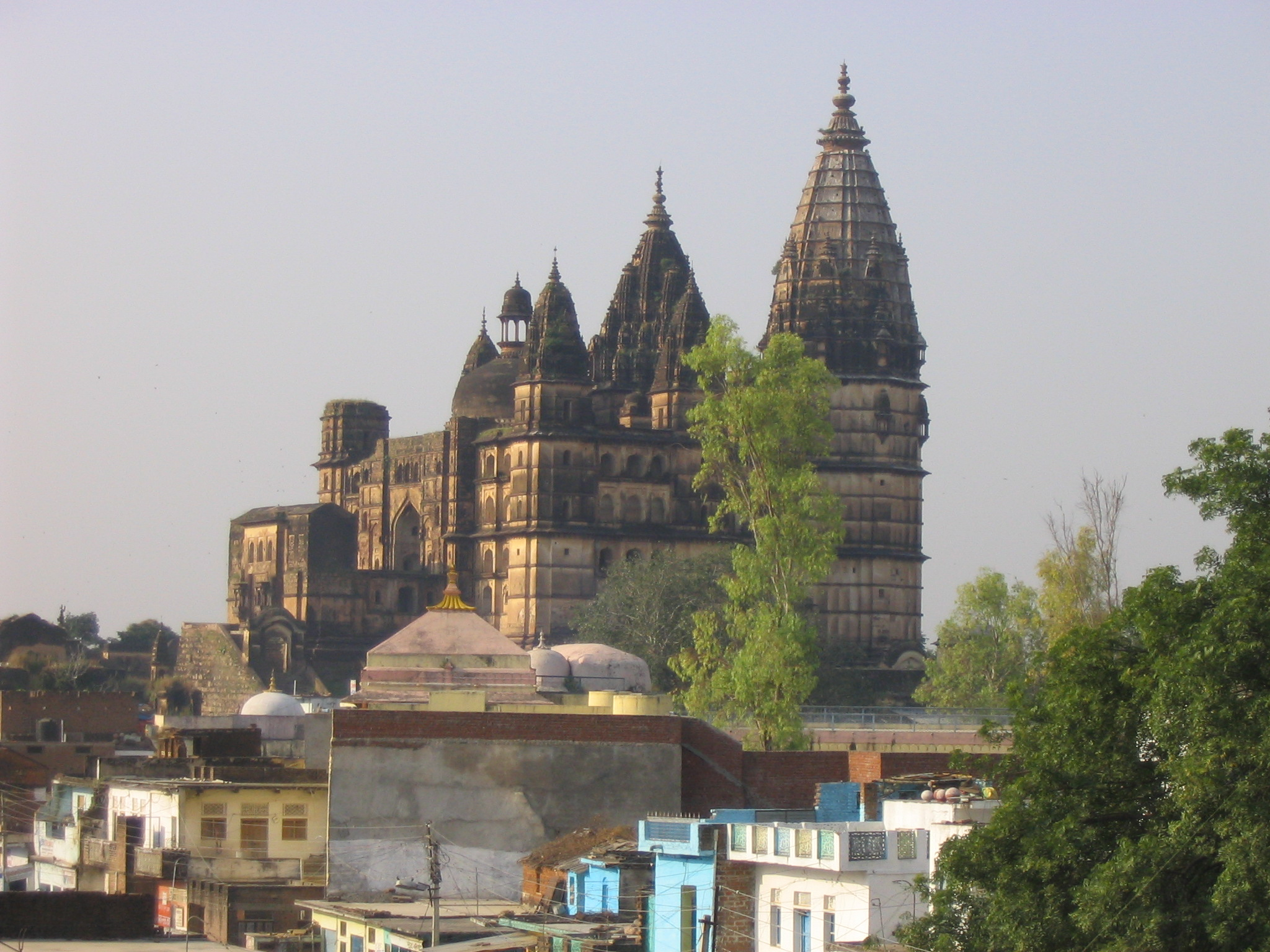
Palau d'Orchha

La ciutat fou fundada per Rudra Pratap Singh o per Bharti Chand (el 1501 o 1531) a la riba del Betwa. La selva que la protegia era densa i els mongols van tenir dificultats per acostar-se el 1634. El 1783 va perdre la condició de capital quan Vikramajit la va traslladar a Tikamgarh, i ràpidament va entrar en decadència.